# Xestia grisatra
Xestia grisatra är en fjärilsart som beskrevs av Smith 1907. Xestia grisatra ingår i släktet Xestia och familjen nattflyn. Inga underarter finns listade i Catalogue of Life.